# Isojoki
Isojoki (szw. Storå) – gmina w Finlandii, położona w zachodniej części kraju, należąca do regionu Ostrobotnia Południowa.